# Enfant-loup (Seconde Guerre mondiale)
Pour un article plus général, voir Expulsion des Allemands d'Europe de l'Est.
 (février 2024).

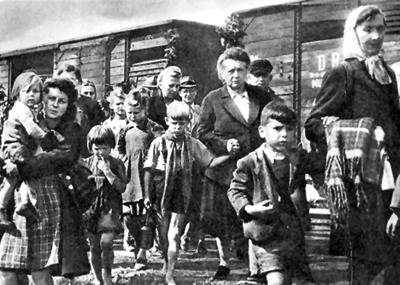
Réfugiés allemands fuyant les Sudetes

Enfants-loups (allemand : Wolfskinder) est le nom donné aux orphelins de guerre allemands originaires de la province de Prusse-Orientale qui, dans les premières années de l'après-guerre (à partir de 1946-1947), furent contraints par la faim d'émigrer en Lituanie, plus rarement en Biélorussie ou dans les autres pays baltes. Le terme Wolfskinder désignait initialement en allemand les cas d'enfants sauvages élevés à l'écart des êtres humains. Il est employé à partir des années 1990 pour désigner les enfants errants originaires de Prusse-Orientale, que les paysans lituaniens désignaient par le surnom vokietukai, les « petits Allemands ».
C'était par exemple le cas en Prusse orientale où beaucoup d'enfants furent séparés de leur famille dans les dernières heures de la guerre. Souvent comparés à des loups affamés, bon nombre d'entre eux vivaient en marge du reste de l'humanité, condamnés à une vie d'errance dans des forêts hostiles. Plus tard, on leur donna le nom d'enfants-loups. 
Après la conquête de la Prusse-Orientale par l'Armée rouge en 1945 et les atrocités qui suivirent, des dizaines de milliers d'enfants allemands se retrouvent orphelins ou perdus et livrés à eux-mêmes, à la recherche de refuge et de nourriture. Une partie d'entre eux (entre 20 000 et 25 000) prend les chemins de la Lituanie voisine, où ils sont employés par des paysans lituaniens en échange de nourriture. Ils voyagent à pied ou empruntent clandestinement des trains, dont ils sautent en marche pour éviter les contrôles soviétiques. Certains continuent d'effectuer des allers-retours entre la Lituanie et le sud de l'ancienne Prusse-Orientale, alors devenu territoire polonais, pour ravitailler en nourriture leurs proches restés sur place.
L'assistance à des enfants allemands étant punie de mort ou de déportation au Goulag par l'occupant soviétique, les paysans lituaniens donnent à ces enfants et adolescents (pour la plupart nés entre 1930 et 1942) des prénoms lituaniens, les présentent comme étant de leur famille, et leur apprennent le lituanien.
Pourtant, tous les « enfants-loups » n'abandonnent pas leur identité allemande et, en mai 1951, les autorités soviétiques organisent le transport d'environ 3000 enfants allemands retrouvés en Lituanie vers la RDA. Plusieurs autres milliers restent en Lituanie, où ils grandissent, deviennent adultes, tout en continuant à cacher leur origine allemande, parfois même jusqu'au sein des familles qu'ils fondent. Quelques centaines se dévoilent et retournent en Allemagne après la chute des régimes communistes en Europe et la réunification allemande.

## Sources
- Ruth Kibelka, (de) Wolfskinder. Grenzgänger an der Memel, n° 4, éd. Basisdruck, Berlin 2003  (ISBN 3-86163-064-8).
- Ruth Leiserowitz, (de) Von Ostpreußen nach Kyritz – Wolfskinder auf dem Weg nach Brandenburg, Potsdam 2003,  (ISBN 3-932502-33-7) - Wolfskinder aus Ostpreußen.
- (de) Article « Keine Sprache, keine Heimat » (« Sans langue, ni foyer ») in Der Spiegel n° 3, pp. 62-68, Hambourg 1996.
- Evelyne Tannehill, (en) Abandoned and forgotten : An Orphan Girl's Tale of Survival in World War II, éd. Wheatmark, 2007,  (ISBN 9781587366932)
- M. Von Franz, (en) « Fatherless: long-term sequelae in German children of World War II », in Psychosomatic Medical Psychother n° 53(3), pp. 216-27, 2007.
- Ursula Dorn, (de) Ich war ein Wolfskind aus Königsberg 2e édition, éd. Riedenburg, Salzbourg 2008.
- Ingeborg Jacobs, Wolfskind – Die unglaubliche Lebensgeschichte des ostpreußischen Mädchens Liesabeth Otto, Propyläen, Berlin 2010,  (ISBN 978-3-549-07371-1).
- Ingeborg Jacobs, Moi, enfant-loup, Fleuve noir, Paris 2012,  (ISBN 978-2265093362)
- Christopher Spatz, (de) Nur der Himmel blieb derselbe. Ostpreußens Hungerkinder erzählen vom Überleben, 2016,  (ISBN 978-3-8319-0664-2).